# From Where to Eternity
"From Where to Eternity" 22. je epizoda HBO-ove televizijske serije Obitelj Soprano i deveta u drugoj sezoni serije. Napisao ju je Michael Imperioli, režirao Henry J. Bronchtein, a originalno je emitirana 12. ožujka 2000.

## Radnja
S prijateljima i obitelji uz bolesničku postelju, Christopher Moltisanti se bori za život u bolničkom odjelu intenzivne njege. Tijekom noći staje mu srce, a liječnici ga pokušaju oživjeti. Preko minute biva proglašen klinički mrtvim, ali ga liječnici ipak uspijevaju oživiti. Strahujući za njegov život, Carmela pronađe praznu bolničku sobu i priznaje Isusu da su članovi obitelji u svoja zanimanja ušli otvorenih očiju, ali se moli da se Christopher oporavi i "ugleda svjetlo". Vrativši se svijesti, on upita za Paulieja i Tonyja i kaže im da je bio na putu za pakao, gdje je vidio Brendana Filonea i Mikeyja Palmicea u irskom baru te da su poručili Tonyju i Paulieju: "U tri sata."
Tony odbaci Christopherovu priču, ali Paulie postane opsjednut porukom. Paulie kasnije utješi Christophera idejom da je ono što je vidio čistilište, a ne pakao. Paulie se probudi u tri sata iza ponoći s noćnim morama koje probude djecu njegove djevojke. Na prijedlog svoje djevojke, on potraži pomoć vidovnjaka, koji ustvrdi kako je vidio duhove ljudi koje je Paulie ubio kako ga slijede. Vjerujući kako bi njegove donacije crkvi trebale spriječiti prokletstvo, Paulie iskali svoje frustracije na svećeniku kroničnom pušaču, rekavši mu da ga je Crkva napustila i da joj ubuduće neće davati donacije. 
U međuvremenu, Carmela od Gabrielle Dante saznaje da je suradnik u obitelji Soprano, Ralphie Rotaldo, upravo dobio dijete sa svojom dugogodišnjom brazilskom ljubavnicom. Carmela ovo prenese Tonyju i upita ga hoće li se podvrgnuti vazektomiji kako ne bi nanio sramotu obitelji, jer ona ionako zna da on viđa žene sa strane. Tony pokuša odbaciti optužbe, jer je još prije nekoliko mjeseci prekinuo sa svojom djevojkom. Carmela ga zatim podsjeti kakvu bi sramotu "kopile" nanijelo obitelji. Tony se pravi da je ne sluša, a bijesna Carmela uzima jastuk i ode spavati u prizemlje. Carmela se dodatno isfrustrira kad sazna da joj je Tony lagao o Christopherovu putu u zagrobni život, rekavši joj da je Christopher bio u raju iako joj je Christopher priznao da je bio u paklu. Osim toga, problem se javi i kad Tony kritizira "svoga jedinoga muškog baštinika", svoga sina A.J.-a, nakon što je slučajno razbio posudu s hranom. Tony se nešto kasnije ispriča A.J.-u. Tony pristane na vazektomiju ako to Carmela i dalje želi. Carmela kaže "Ne", ali da želi da on bude čist i "da bude njezin". 
Pussy se boji da Tony zna da je surađivao s FBI-em, pa tako na savjet svojeg kontakta iz FBI-a, pokuša "natjerati Tonyja da ga opet zavoli". Pussy pokuša pridobiti povjerenje hvatanjem Matthewa Bevilaquae, koji je odgovoran za Christopherovo ranjavanje. Nakon što sazna gdje se nalazi — u Hacklebarney State Parku u Chesteru, blizu kuće u kojoj je navodno tijekom Američke revolucije spavao George Washington — Pussy nazove Tonyja i dvojica likvidiraju Matta nakon što su ga ispitali o napadu na Christophera. 
Nakon ubojstva, dvojica odlaze u zalogajnicu gdje je Pussy odveo Tonyja nakon što je počinio svoje prvo ubojstvo. Šale se i podsjećaju na stara vremena, naglašavajući koliko je vremena prošlo otkad su počeli raditi zajedno. Tony upita Pussyja vjeruje li u Boga, na što ovaj odgovara da vjeruje i da je Bog bio vrlo velikodušan prema njemu. Tony se složi i dvojac nazdravi.

## Glavni glumci
- James Gandolfini kao Tony Soprano
- Lorraine Bracco kao Dr. Jennifer Melfi
- Edie Falco kao Carmela Soprano
- Michael Imperioli kao Christopher Moltisanti
- Dominic Chianese kao Corrado Soprano, Jr.
- Vincent Pastore kao Big Pussy Bonpensiero
- Steven Van Zandt kao Silvio Dante
- Tony Sirico kao Paulie Gualtieri
- Robert Iler kao Anthony Soprano, Jr.
- Jamie-Lynn Sigler kao Meadow Soprano
- Drea de Matteo kao Adriana La Cerva
- David Proval kao Richie Aprile
- Aida Turturro kao Janice Soprano
- Nancy Marchand kao Livia Soprano

### Gostujući glumci
- Jerry Adler kao Hesh Rabkin

#### Ostali gostujući glumci
| - Peter Bogdanovich kao dr. Elliot Kupferberg - Lillo Brancato, Jr. kao Matt Bevilaqua - Louis Lombardi kao Skip Lipari - Brian Aguiar kao Jimmy - Seth Barrish kao liječnik - Michael Cannis kao detektiv #2 - Tom Cappadona kao Daniel King - Nancy Cassaro kao Joanne Moltisanti | - Scottie Epstein kao Quickie G - John Christopher Jones kao Kevin Cullen - Peter McRobbie kao otac Felix - Judy Reyes kao Michelle - James Sioutis kao Detektiv #1 - Lisa Valens kao Felicia Anne - Maureen Van Zandt kao Gabriella Dante - Gameela Wright kao medicinska sestra |

## Umrli
- Matthew Bevilaqua: izrešetan od strane Tonyja i Pussyja u osvetu zbog ranjavanja Christophera.

## Simbolizam
Osam minuta u epizodi, Christopherovo srce staje, sugerirajući kako je umro. Nakon što ga liječnici ožive, ispred Christopherove sobe kažu svima kako je "oko minutu bio klinički mrtav".  Adriana zahtijeva da vidi Christophera, ali liječnici kažu kako on želi vidjeti samo Paulieja i Tonyja. Nakon što Paulie i Tony uđu k njemu, Christopher im kaže, "Idem u pakao. Prešao sam na drugu stranu. Vidio sam tunel, i bijelo svjetlo. Vidio sam svoga oca u paklu. A udarač je rekao kako ću i ja završiti ondje kad mi dođe vrijeme." Paulie ga upita, "Koji udarač?" Christopher odgovara "Smaragdni gajdaš. To je irski bar u kojem je Dan svetog Patrika svaki dan, zauvijek."  
Tony kasnije kaže dr. Melfi da je Christopher bio klinički mrtav oko minutu i opiše Christopherovo navodno iskustvo u paklu. Dr. Melfi upita Tonyja, "Misliš li da će on završiti u paklu?" Tony odvraća, "Ne. On nije tip koji zaslužuje pakao." Dr. Melfi upita, "Tko po tvojem mišljenju zaslužuje?", na što Tony odgovara, "Najgori ljudi. Ludi i poremećeni psihopati koji ubijaju ljude iz zadovoljstva...degenerativni gadovi koji zlostavljaju i muče malu djecu. Ubijaju djecu, Hitleri...to su zli seronje koji zaslužuju umrijeti. Ne moj nećak."  
Kasnije u epizodi, Paulie posjećuje Christophera u bolnici usred noći. Paulie upita Christophera, "Taj udarač koji te poslao natrag, je li imao rogove na glavi?" Christopher odvraća, "Ne. Bio je to samo neki krupni Irac u staromodnoj odjeći."  
U razgovoru Paulieja (očito zabrinutog mišlju kako će u pakao) i Tonyja (koji odbacuje Christopherovo iskustvo), Tony upita Paulieja, "Jedeš li odrezak?" Paulie upita "koji kurac ti pričaš?" Tony kaže, "Da si u Indiji, zbog toga bi išao u pakao".  
Simbolizam cijele epizode zaokružuje 13-minutno hvatanje Christopherova ranjavatelja, Matthewa Bevilaque. Tony kaže Pussyju "Daj mi jedan", sugerirajući da želi pištolj, te da želi biti umiješan u ubojstvo Matthewa Bevilaque. Big Pussy kaže, "Ne želiš to činiti, Furio i ja ćemo to." Tony se nasmiješi i kaže, "Želim to učiniti", sugerirajući kako će uživati u ubojstvu čovjeka koji je napao njegova nećaka. Scena se premješta u zalogajnicu u Hacklebarney State Parku gdje su Tony i Pussy svezali Bevilaquau te ga pretukli; Bevilaqua je prikazan s nekoliko modrica i porezotina. Tijekom ispitivanja, Bevilaqua je preplašen, trese se i cijelo je vrijeme na rubu plača; u jednom trenutku, on se pomokri u vlastite hlače. Nakon što ga je Tony prestao mučiti i zastrašivati, on i Pussy odnose se prema njemu kao prema najboljem prijatelju, pa mu Pussy ponudi dijetnu Colu. Nakon što je popio piće, Tony mu kaže kako mu je to posljednje piće koje će popiti. Tony podigne pištolj do Bevilaquaine glave, a Bevilaqua zazove svoju mamu, moleći Tonyja da ga ne ubije. Nakon što ga Tony ustrijeli u glavu, Tony postaje sve što je prezirao, utjelovljujući sve one koji zaslužuju pakao. Pussy i Tony zatim nekoliko puta ustrijele Bevilaquau u prsa, kako bi bili sigurni da je mrtav. Nekoliko trenutaka kasnije, Pussy i Tony prikazani su u irskom baru u kojem se nalazi mnogo zelene boje; taj "irski bar" mogao bi označavati pakao. Iza Pussyja stoji zamrljana čaša, a iza njegove glave pojavljuju se dvije plave zakrivljene figure, kao rogovi. Tony i Pussy jedu odreske - nešto za što je Tony rekao kako bi Indijca poslalo u pakao.

## Naslovna referenca
- Naslov epizode igra je riječima od filma Odavde do vječnosti (From Here to Eternity) iz 1953. Odnosi se na Christopherovo putovanje u zagrobni život i nesigurnost da li se radi o čistilištu ili paklu.

## Produkcija
- Iako je ovo deveta epizoda u sezoni, producirana je kao sedma po redu.
- U svojem snu, Christopher opisuje kako su Mikey Palmice i Brendan Filone tvrdili da će tri sata iza ponoći biti jako značajna u Tonyjevom i Pauliejevom životu. Od tada, nekoliko se važnih događaja odigralo u to vrijeme koje je postalo ključni natprirodni simbol.
- Ovo je bila prva epizoda koju je napisao Michael Imperioli. Kasnije će postati stalni scenarist serije.

## Glazba
- Pjesma "My Lover's Prayer" Otisa Reddinga svira tijekom epizode i tijekom odjavne špice.
- Pjesma Metallice "King Nothing" svira u pozadini dok Paulie razgovara s Tonyjem nakon posjeta vidovnjaku.

## Vanjske poveznice
- From Where to Eternity u internetskoj bazi filmova IMDb-a